# Crunch (esercizio)

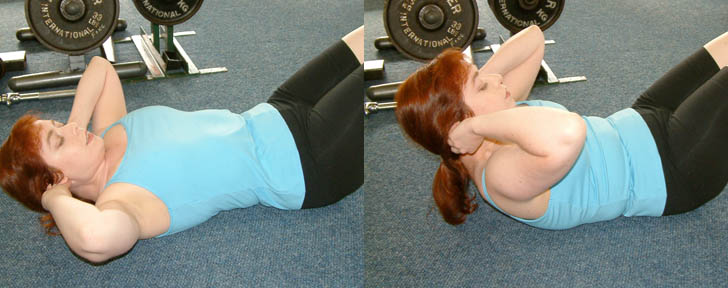
Esecuzione del crunch

Il crunch, talvolta chiamato anche curl-up, è un esercizio volto ad allenare i muscoli dell'addome, in particolare il retto dell'addome.

## Esecuzione
Il crunch viene eseguito stendendosi in posizione supina, con le gambe divaricate all'altezza dei fianchi e in posizione flessa, sollevando il busto in direzione del bacino che invece deve restare in saldo appoggio. Durante l'esecuzione, le braccia possono essere posizionate lungo il dorso, attraverso il petto, o accanto alla testa con le dita delle mani che sfiorano le tempie. Nella fase in cui il busto viene sollevato si ha la contrazione dei muscoli addominali, mentre in fase di discesa questi muscoli si allungano. Varie ricerche suggeriscono un angolo ideale, durante il sollevamento della colonna vertebrale, di 30-40 gradi dopo il sollevamento delle scapole da terra; oltre i 30 gradi cominciano ad agire anche i flessori dell'anca.
Il crunch è ritenuto tra i migliori esercizi in grado di rafforzare e isolare i muscoli addominali, senza presentare i rischi per la parte bassa della schiena tipici del sit-up, esercizio quest'ultimo che coinvolge in maniera considerevole anche i flessori dell'anca raggiungendo una posizione finale seduta.

## Varianti
Il crunch classico è un esercizio a corpo libero che può essere eseguito semplicemente distendendosi per terra. Esistono diverse altre varianti che possono essere eseguite su panca, palla da ginnastica, oppure con le ginocchia sollevate e poste su un sostegno e così via. Il crunch può essere eseguito anche con i cavi, con l'ausilio di una cable machine.
Una menzione particolare meritano invece il crunch inverso e il crunch con torsione (twist crunch), in quanto questi sono esercizi in grado di focalizzare maggiormente il loro stimolo rispettivamente sulla parte bassa degli addominali e sul muscolo obliquo dell'addome. Nel crunch inverso è il bacino a sollevarsi verso il tronco, con la parte superiore della schiena ben fissa a terra, mentre il crunch con torsione si differenzia dal classico crunch appunto per le contemporanee torsioni laterali del busto.